# Френк Оз
| Актор | Це незавершена стаття про актора. Ви можете допомогти проєкту, виправивши або дописавши її. |

Френк Оз (уроджений Річард Френк Озновіч (англ. Richard Frank Oznowicz, 25 травня 1944) — американський ляльковик, кінорежисер і актор.

## Біографія
Народився 25 травня 1944 року в Герефорді, Англія. Коли йому було п'ять років, його батьки, актори лялькового театру, емігрували в США. На конвенції ляльководів в Каліфорнії Френк Оз познайомився з легендарним Джимом Генсоном, творцем «Вулиці Сезам», і Генсон був просто вражений здібностями Оза. Він практично відразу хотів найняти Френка, але довелося почекати, коли той закінчить школу. В 1963 році Френк Оз приєднався до «Маппет-шоу» і відтоді став одним з відомих майстрів лялькової справи.
З початку 80-х Оз дуже успішно пробує сили у великій режисурі, дебютувавши фільмом-казкою «Темний кристал», створювати ляльок для якого і ставити сам фільм допомагав учитель і соратник Джим Генсон.
Розквіт творчості Оза припав на другу половину 80-х і початок 90-х років. Виходять найуспішніші його комедії, що нині вважаються класикою жанру: «Відчайдушні шахраї» (1988, зі Стівом Мартіном і Майклом Кейном), «А як же Боб?» (1991, з Біллом Мюрреєм і Річардом Дрейфусом), «Домогосподарка» (1992, зі Стівом Мартіном і Голді Гоун).
В середині 90-х режисер пригальмував процес створення комедій, займаючись, в основному, озвучуванням. Пригодницький фільм «Індіанець в шафі», що вийшов в цей час, не здобув успіху. В кінці 90-х в Оза відкрилося друге дихання, і він випустив касові хіти «Вхід та вихід» (1997, з Кевіном Клайном і Джоан Кьюсак), «Класний хлопець» (1999, зі Стівом Мартіном і Едді Мерфі). Успіх також мав несподівано знятий Озом трилер «Медвежатник» (2001, з Робертом де Ніро і Едвардом Нортоном).

## Вибрана фільмографія

### Режисер
- 1982 — Темний кристал / The Dark Crystal
- 1984 — The Muppets Take Manhattan
- 1986 — Маленька крамничка жахів / Little Shop of Horrors
- 1988 — Відчайдушні шахраї / Dirty Rotten Scoundrels
- 1991 — А як же Боб? / What About Bob?
- 1992 — Господиня дому / HouseSitter
- 1995 — Індіанець в шафі / The Indian in the Cupboard
- 1997 — Вхід і вихід / In & Out
- 1999 — Bowfinger
- 2001 — Медвежатник / The Score
- 2004 — Степфордські дружини / The Stepford Wives
- 2007 — Смерть на похороні / Death at a Funeral